# Stefanie Szczurek
Stefanie Szczurek (* 29. November 1986 in Schmalkalden) ist eine ehemalige deutsche Bobfahrerin.
Stefanie Szczurek ist Polizeimeisterin und startet für den BSR Rennsteig Oberhof. Die ehemalige Leichtathletin war bis zur Saison 2006/07 neben Patricia Polifka und Nicole Herschmann Anschieberin von Claudia Schramm. 2004 errang sie die Silbermedaille bei der Europameisterschaft.  Beste Weltcupplatzierungen waren dritte Plätze, 2004 in Sigulda, 2005 in Igls.
Ab der Saison 2007/08 startete Stefanie Szczurek als Pilotin, anfangs im Europacup. Zu ihren Anschieberinnen gehörten Franziska Bertels und Melanie Jawerka. Ihr bestes Saisonresultat war der dritte Platz beim Europacup in Winterberg. In der Gesamtwertung des Europacups belegte sie den siebenten Platz. Bei den Juniorenweltmeisterschaften 2008 startete Szczurek mit Patricia Polifka. Die ehemaligen Anschieberkolleginnen aus dem Bobteam Claudia Schramm gewannen mit fünf Hundertsteln Rückstand auf den siegreichen Bob aus der Schweiz die Silbermedaille.
Ihren bislang größten sportlichen Erfolg erreichte Szczurek bei der Weltmeisterschaft 2015 in Winterberg, wo sie mit Anschieberin Erline Nolte den vierten Platz belegte.